# Biserica de lemn din Belioara

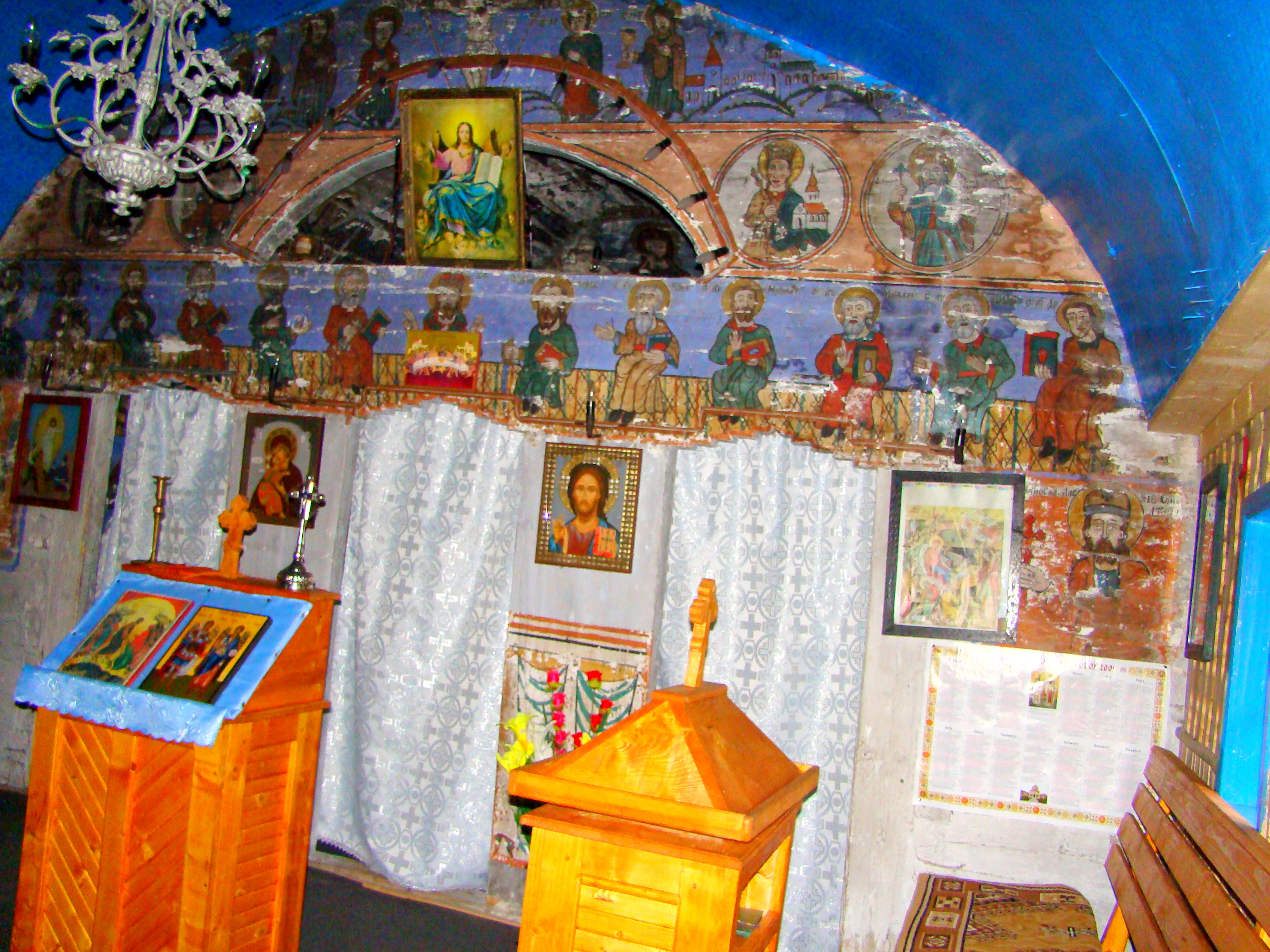
Iconostasul

Biserica de lemn din Belioara (în prezent Poșaga de Sus), comuna Poșaga, județul Alba, datează din anul 1789. Are hramul „Sfinții Arhangheli Mihail și Gavriil”. Biserica se află pe noua listă a monumentelor istorice sub codul LMI: AB-II-m-B-00265.

## Istoric și trăsături
Cercetările au coborât în veacul al XVI-lea, menționarea documentară a Belioarei, amintită fiind, alături de Poșaga și alte așezări din Munții Apuseni, într-o conscripție din 1560, a ivirilor aurifere. La origine crâng, apoi sat de sine stătător, Belioara a fost contopită în Poșaga de Sus, întreaga așezare folosind acum biserica sa de lemn, căci a Poșagăi a fost strămutată în cătunul Hărcana de lângă Turda.
Ar fi extrem de greu a alcătui vreodată o situație a bisericilor de lemn cu totul remarcabile în raportul lor cu natura înconjurătoare, dar din ea nu ar lipsi Belioara. Așezată pe un deal, cu poale de stâncă, ea trimite în vale numai imaginea clopotniței cu foișor și coif, și a acoperișului cu pante mari, a căror margini îndulcite par a atinge firul ierbii. Ajunși lângă ea beneficiezi de o priveliște, plină de încântare, a crestelor împădurite, dar și a văii unde se zăresc abia unele gospodării, și, din când în când, unda argintie a apei.
Datată în secolul al XVIII-lea, construită în satul Belioara, contopit ulterior în Poșaga de Sus, are planul dreptunghiular cu absida decroșată, poligonală cu cinci laturi, fără prispă, cu turn-clopotniță peste pronaos, proporțional construită. În naos și absidă bolta este semicilindrică, cu excepția absidei lăcașul este tencuit în interior și exterior. 
Dacă la exterior tencuiala pereților a răpit imaginea plastică a bârnelor și poate a brâului ,,în frânghie”, la interior (cu excepția absidei), ea s-a suprapus decorației pictate. Consolele și căpriorii streașinii constituie astăzi singurele elementele cioplite, dar nu este exclus ca sub pervazul de lemn al intrării (de pe latura de sud), să fi rămas ancadramentul sculptat, cu datarea monumentului, pe care o apreciem a fi în pragul celui de al XVIII-lea veac.
Inventarul format din clopot, icoane și cărți datează din secolul al XIX-lea. Absida altarului este acoperită de pictură, realizată probabil în 1863, an înscris pe arcul absidei. Realizată dincolo de mijlocul secolului al XIX-lea, pictura de la Belioara poate fi atribuită zugravului Gheorghe Șpan, autorul icoanei împărătești a lui Iisus Hristos, cumpărată de Boze Mitrea din Poșaga de Sus.
Iconografia picturii, de pe tâmplă, păstrează vădit atmosfera celor tradiționale: o amplă compunere a Răstignirii, cu bogat decor arhitectonic, amintind reprezentările, respective, de la Valea Largă, Brăzești și Sărtăș; câte două medalioane cu prooroci, de o parte și de alta a deschiderii semicirculare (practicate în secolul al XIX-lea); friza apostolilor, așezați în lavițe, în veșmintele preoților de țară, alternând coloritul grena, roșu și bej; în partea de jos, dincolo de intrări, cuviosul Alexie, omul lui Dumnezeu și Cuvioasa Paraschiva.
În altar decorul pictat este alcătuit din: imaginea lui Isus în potir; părinții bisericii răsăritene; pe boltă, Sfânta Troiță și cete îngerești; pe timpanul de est, Maria și arhanghelii Mihail și Gavril. 
La ieșirea din sat, cărarea străbate un peisaj minunat, către culmea înaltă de 1353 m a masivului calcaros. De sus se deschide perspectiva spre Trascău, Bedeleu, Râmeț, Muntele Mare, Vlădeasa si Băișoara.

## Imagini

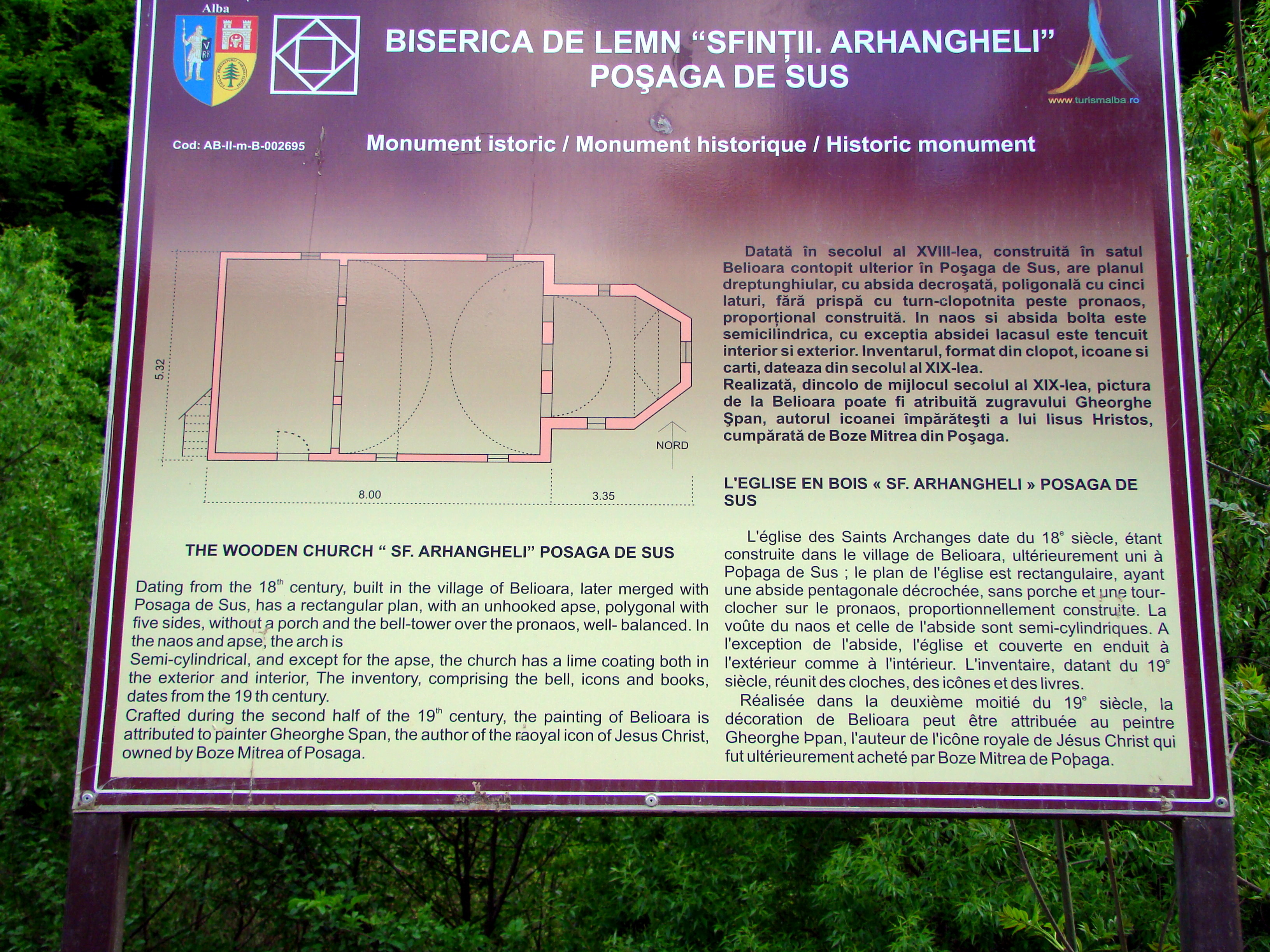
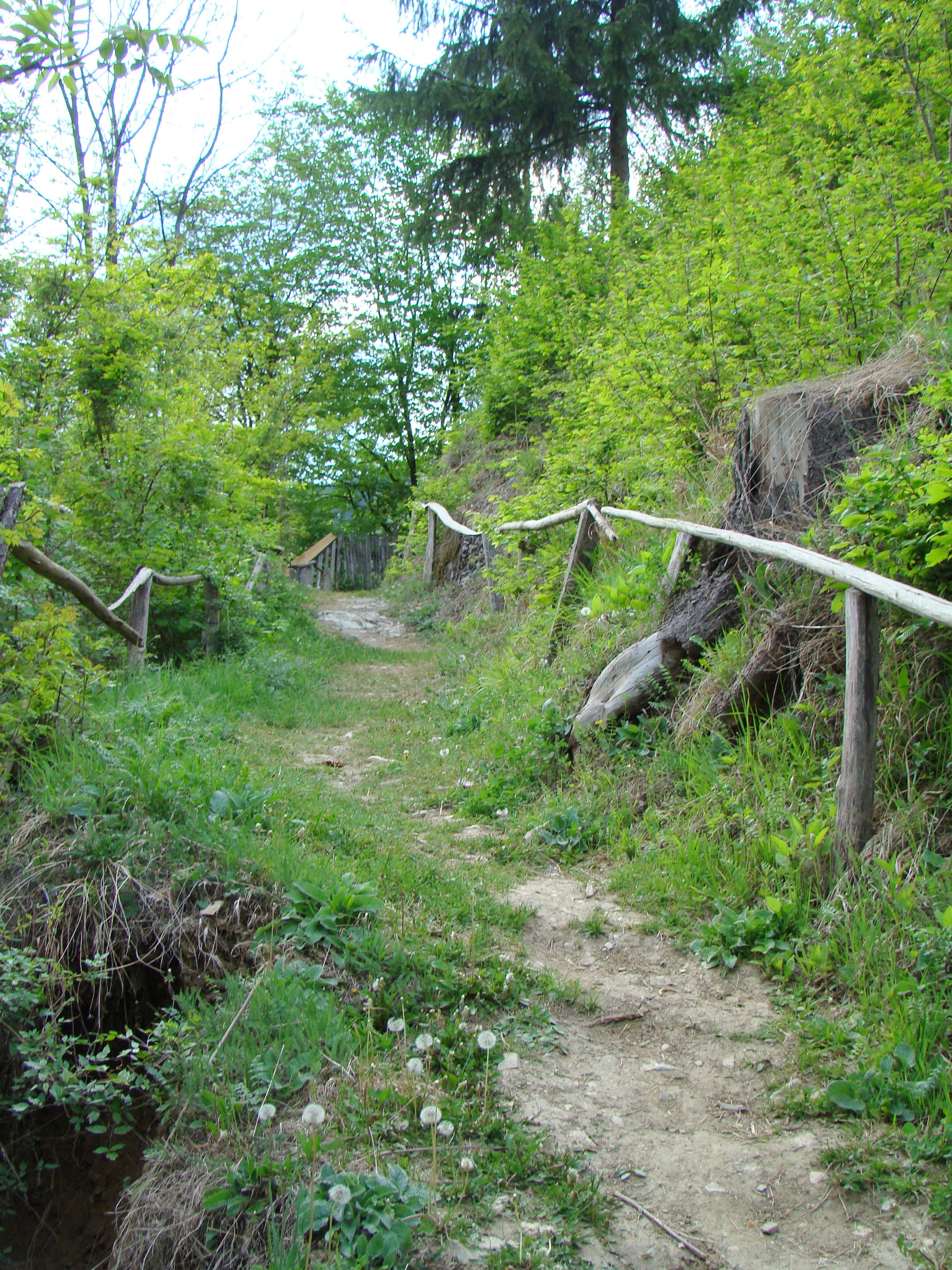
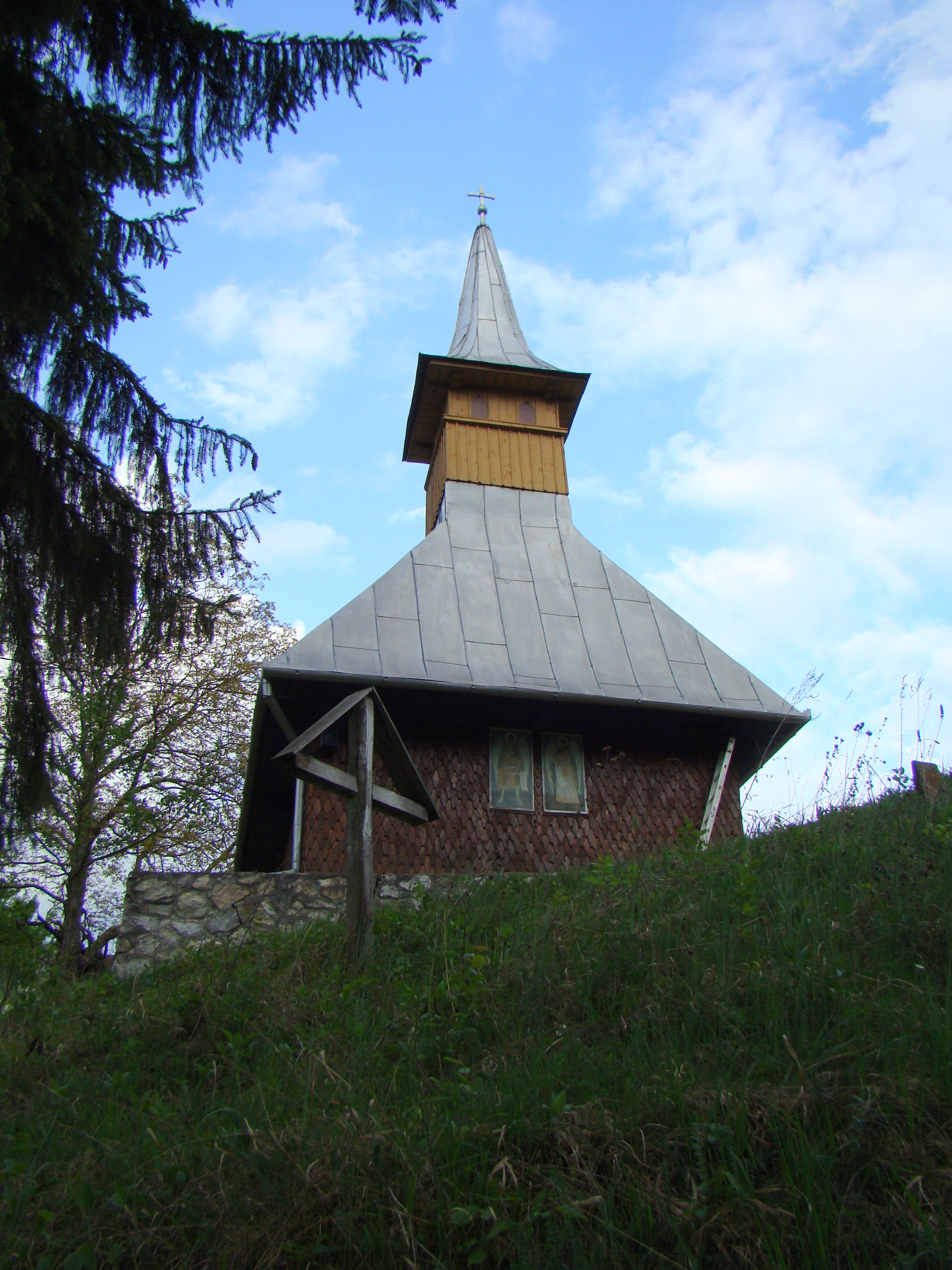
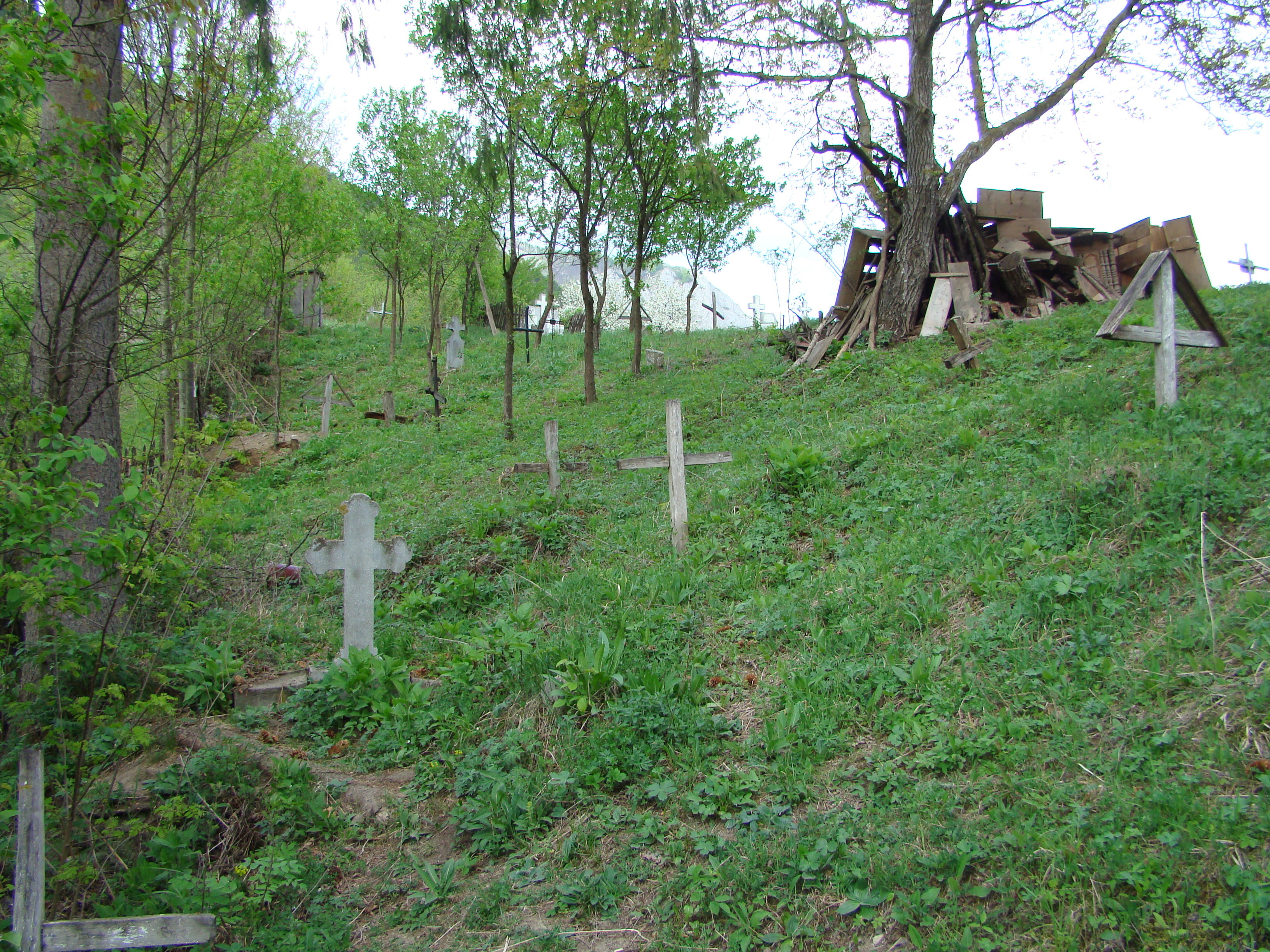
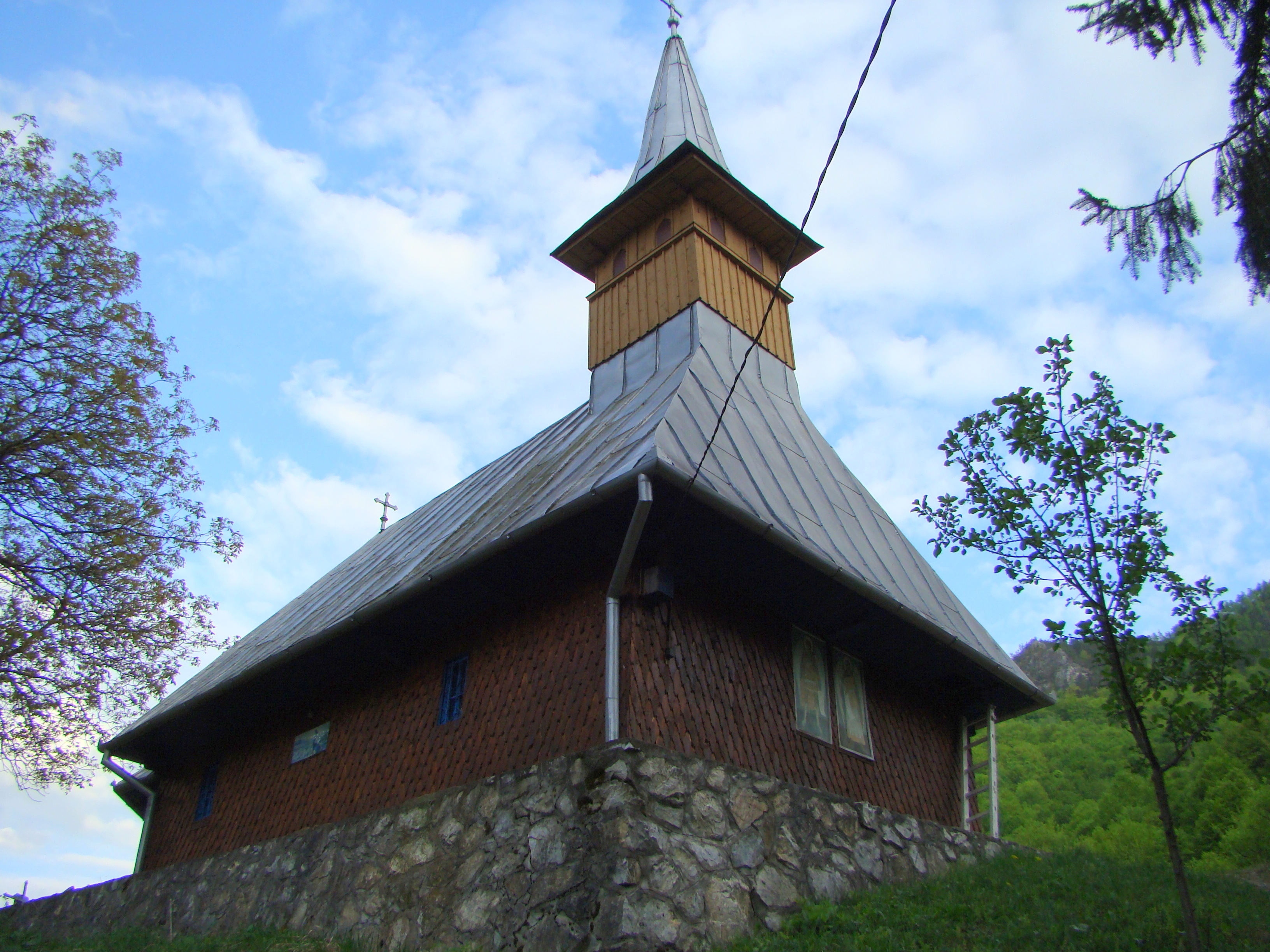
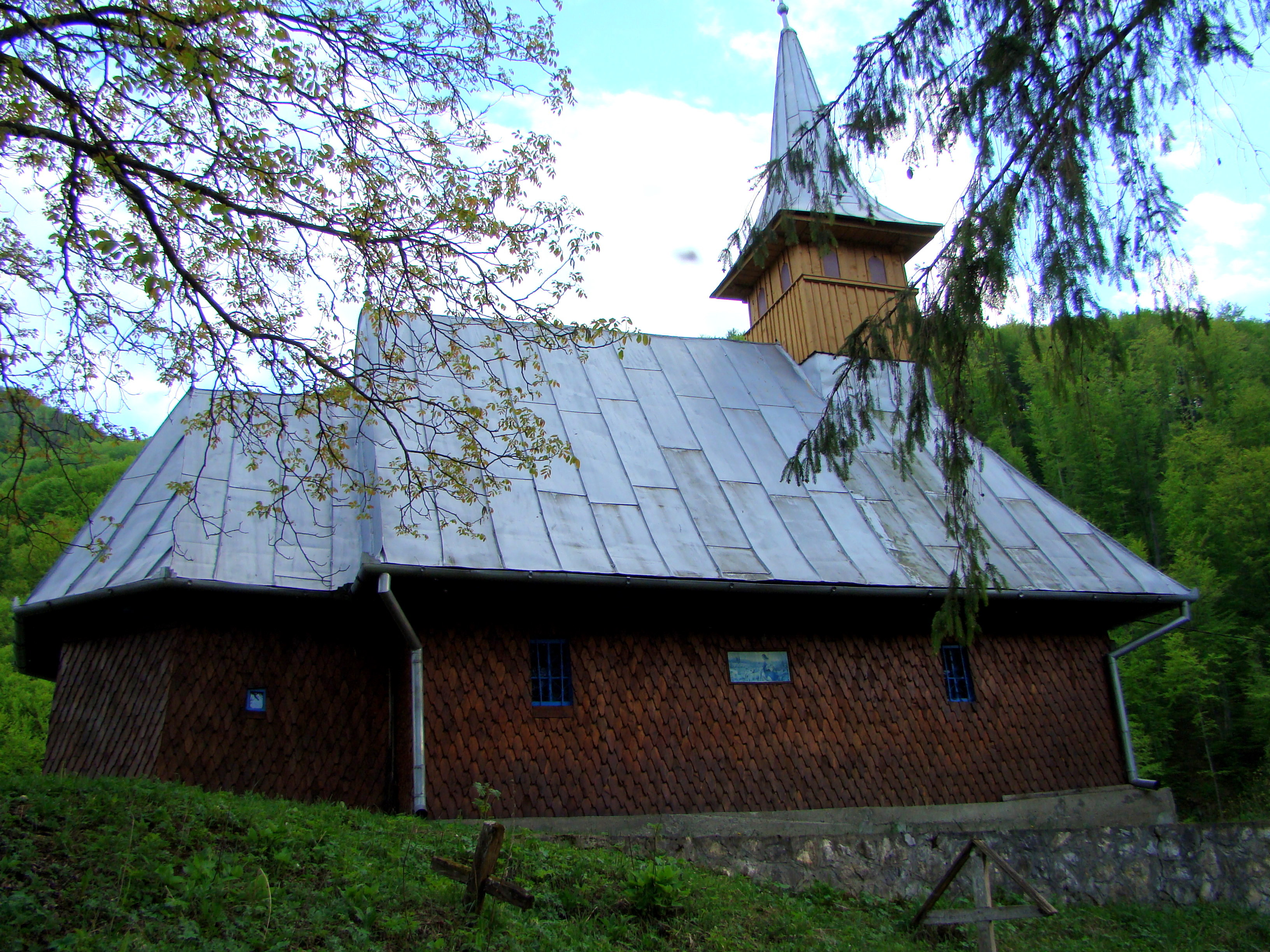
Vedere din nord
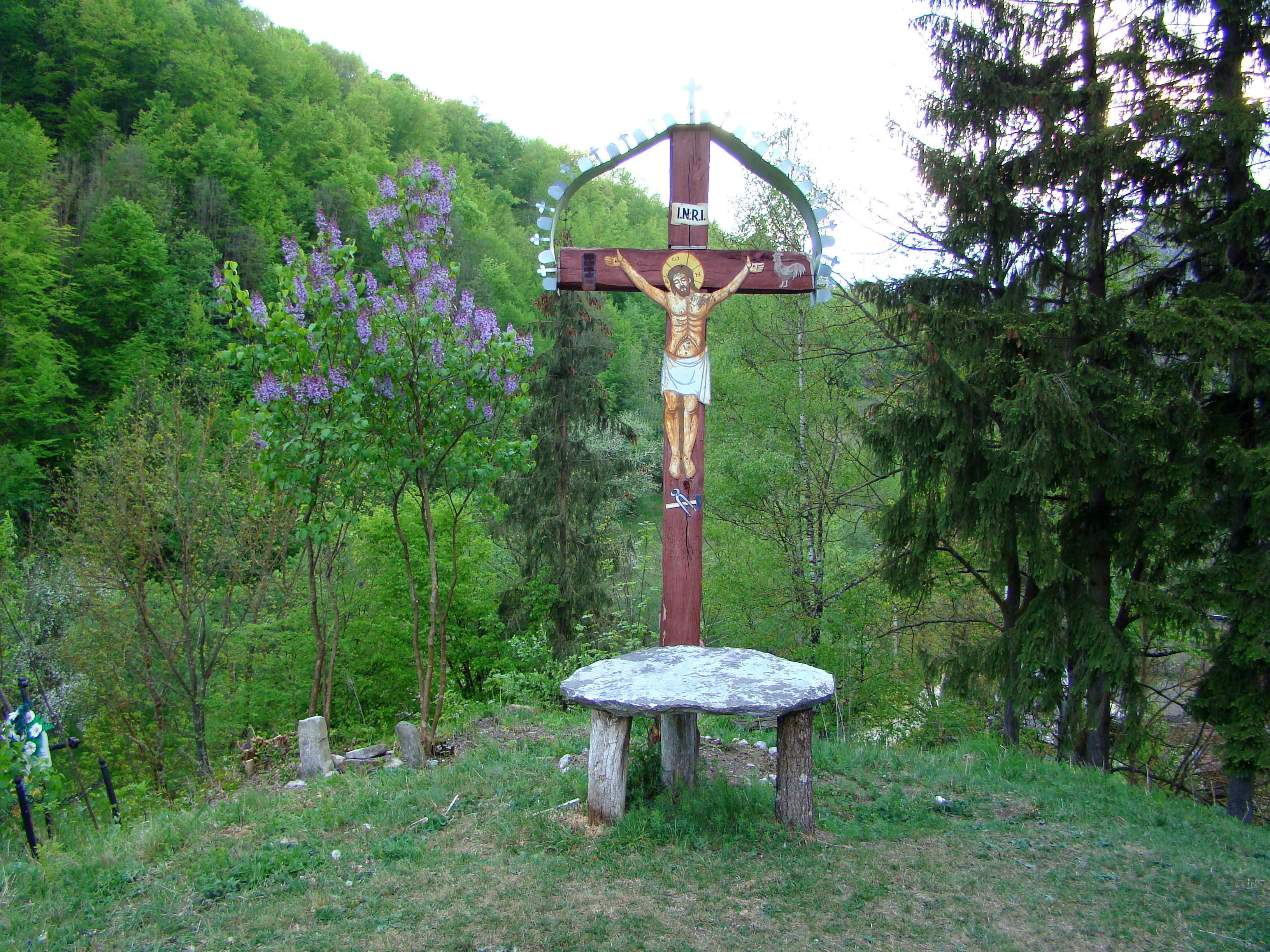
Troiţă
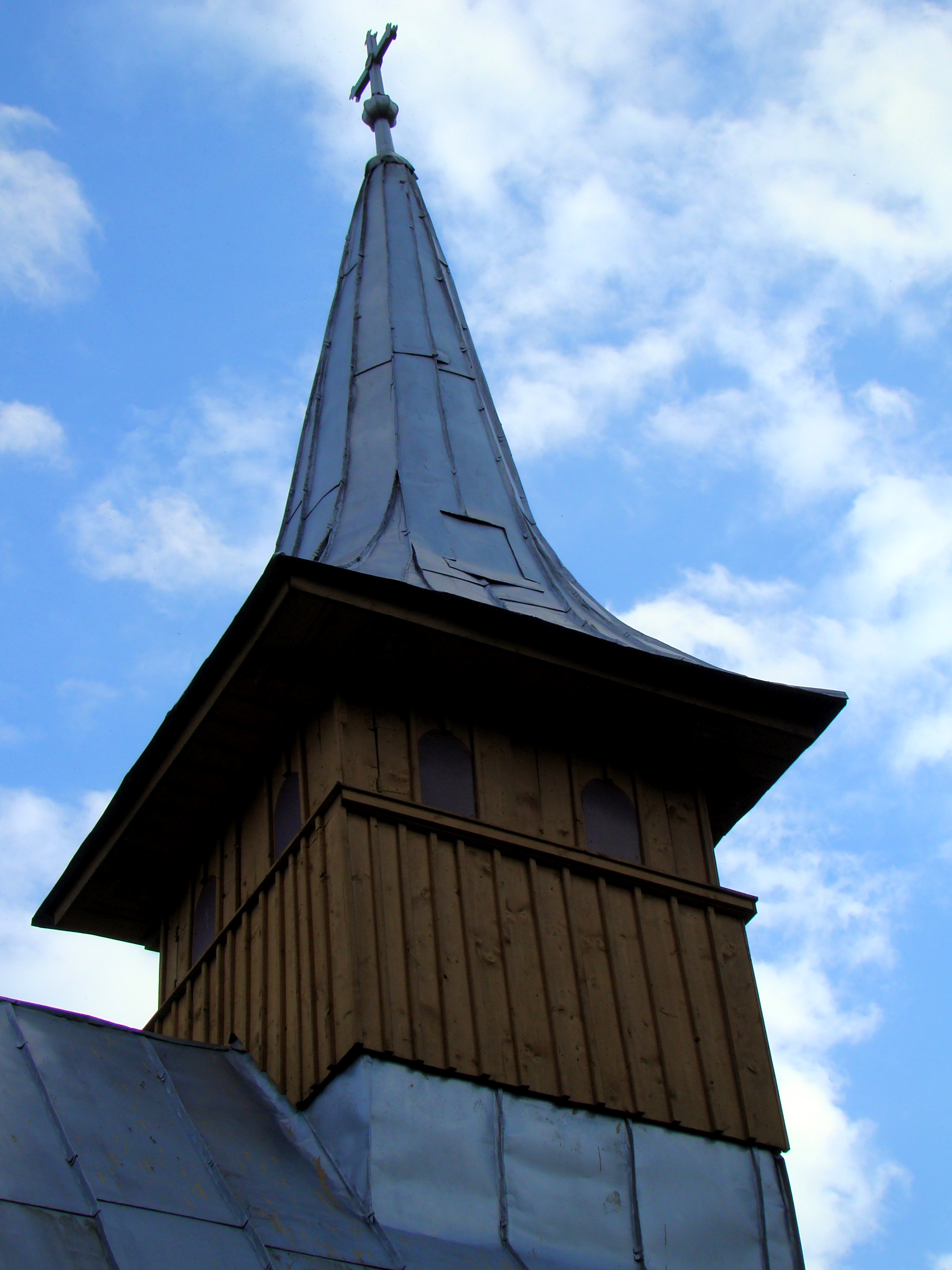
Turnul bisericii
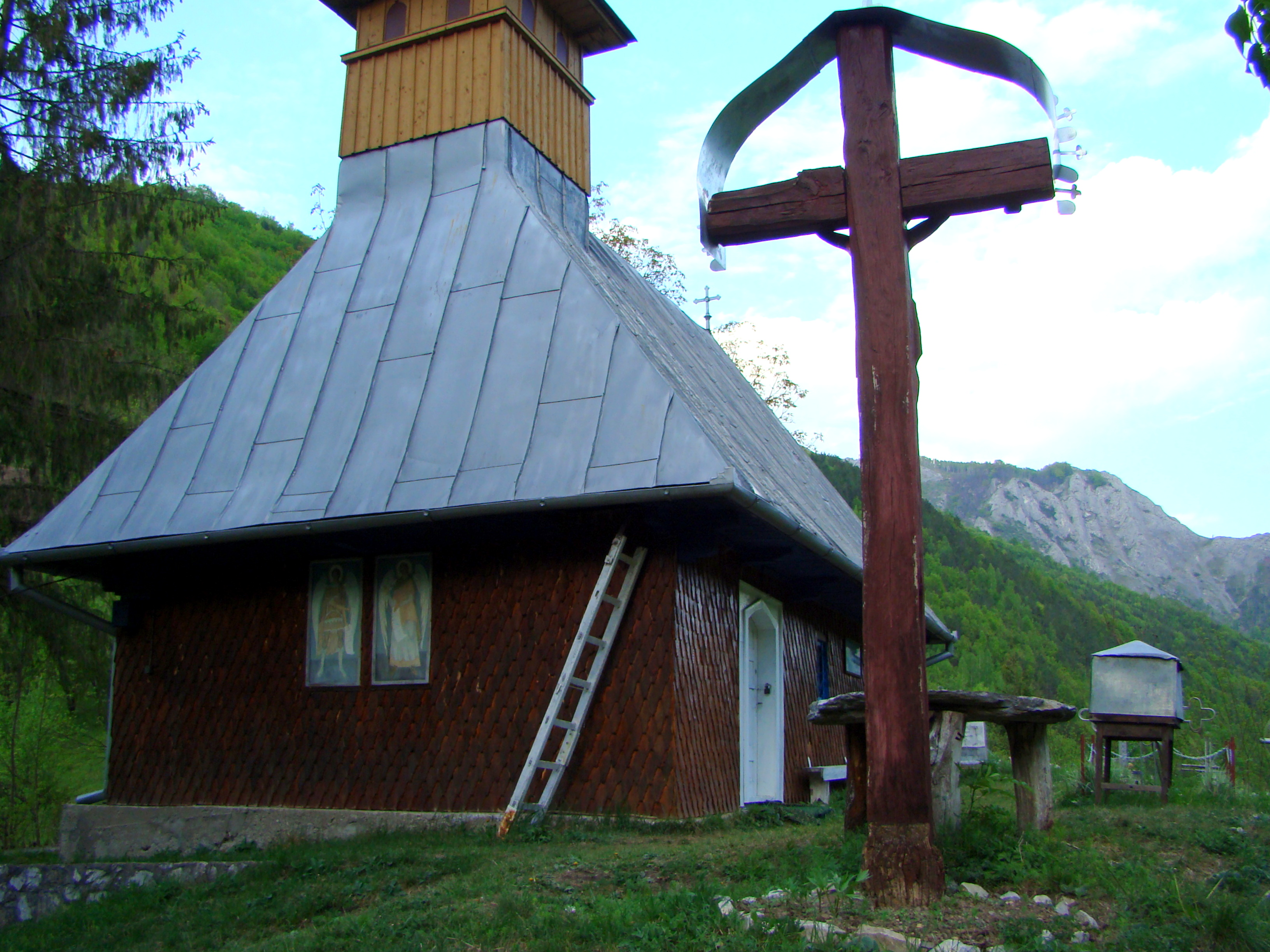
Vedere din sud-vest
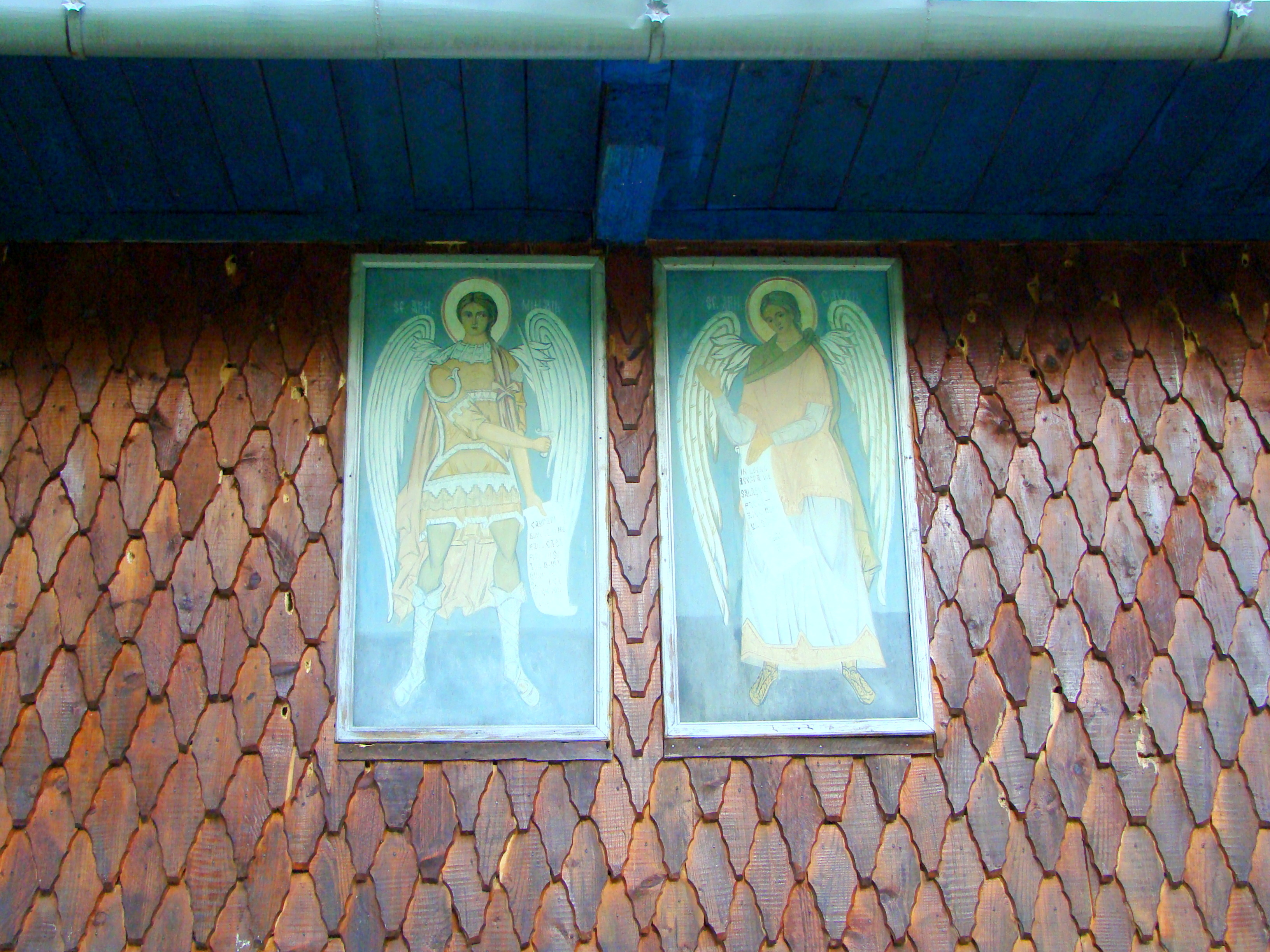
Icoane
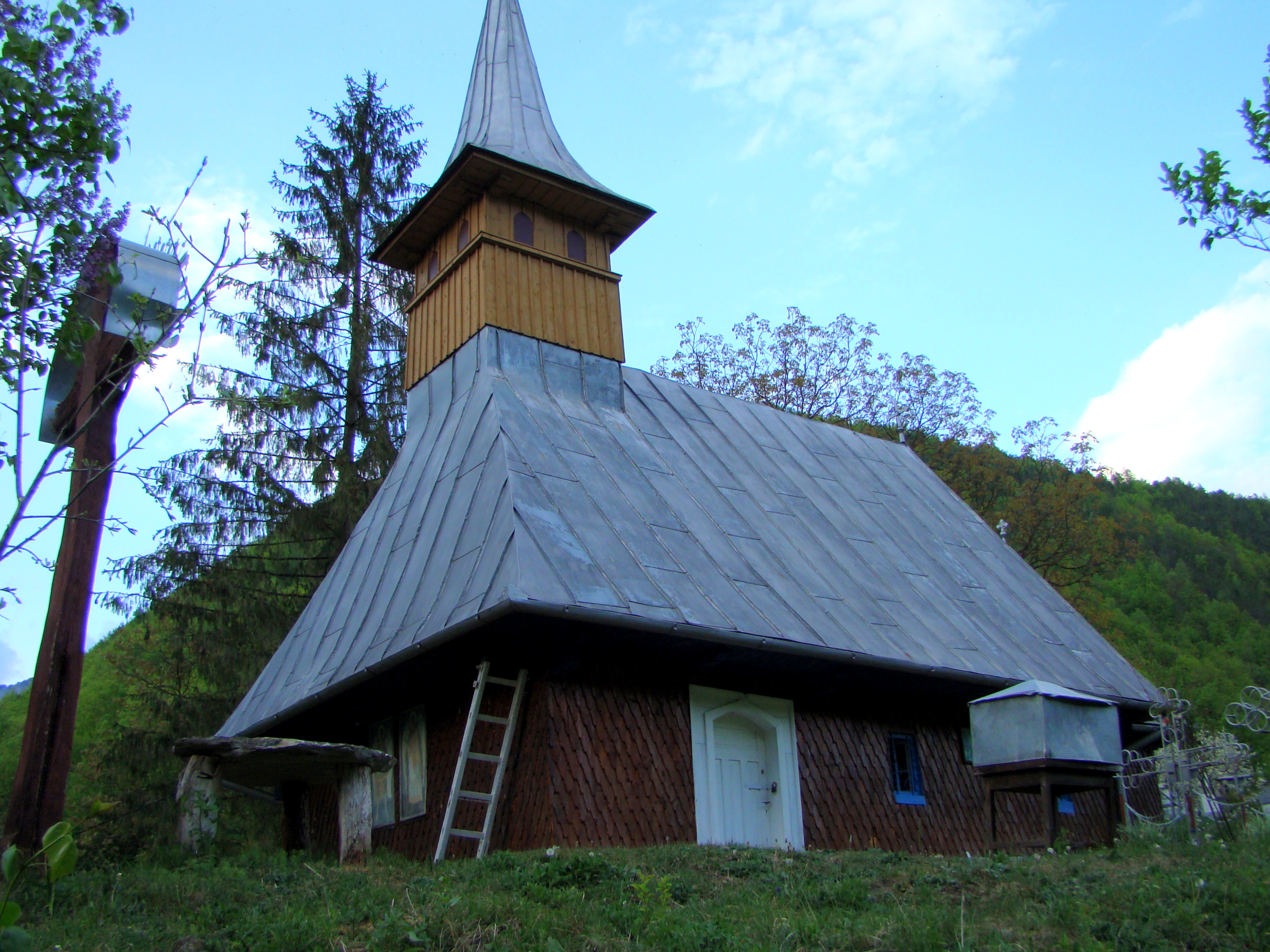
Latura de sud a bisericii
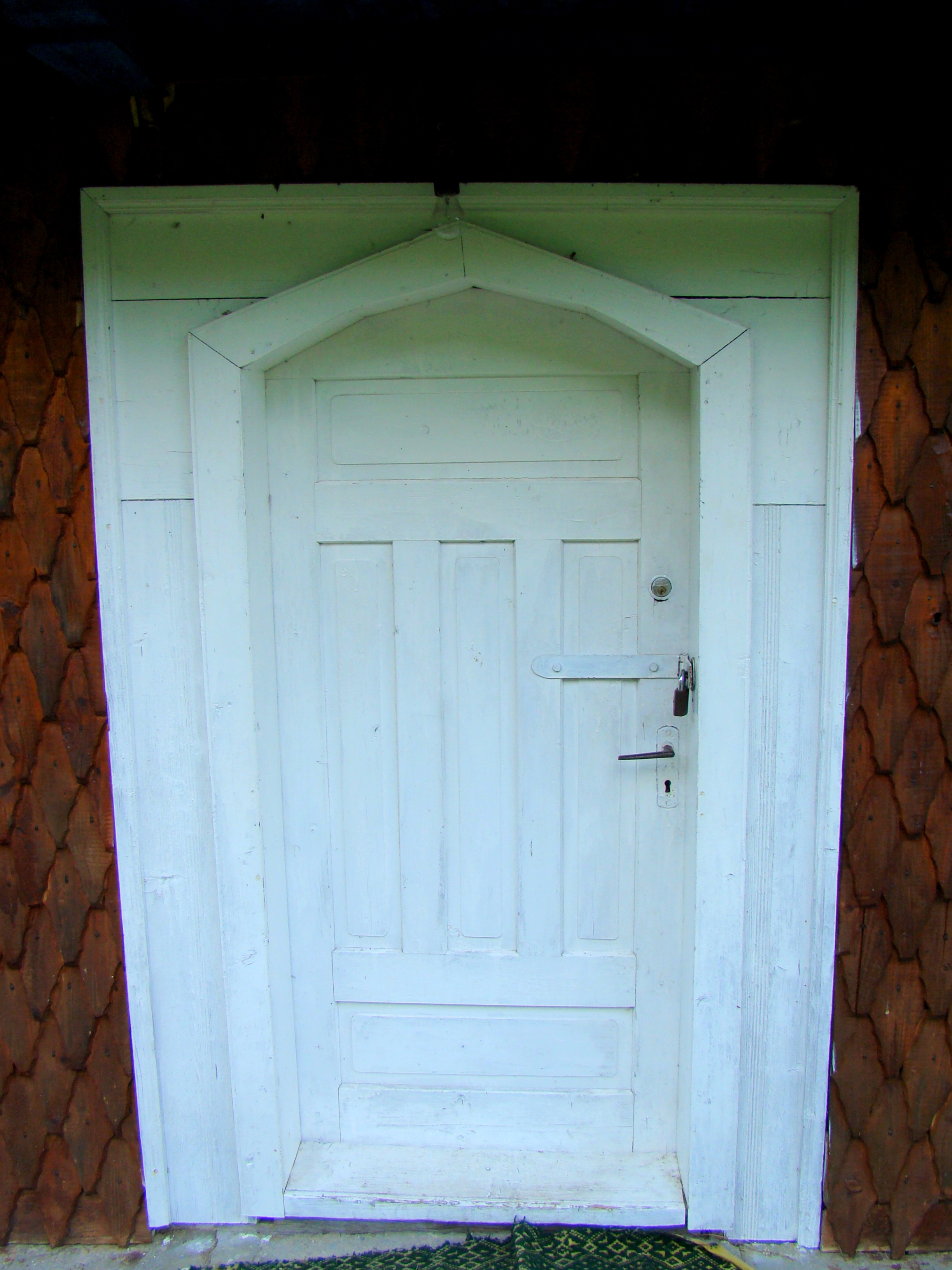
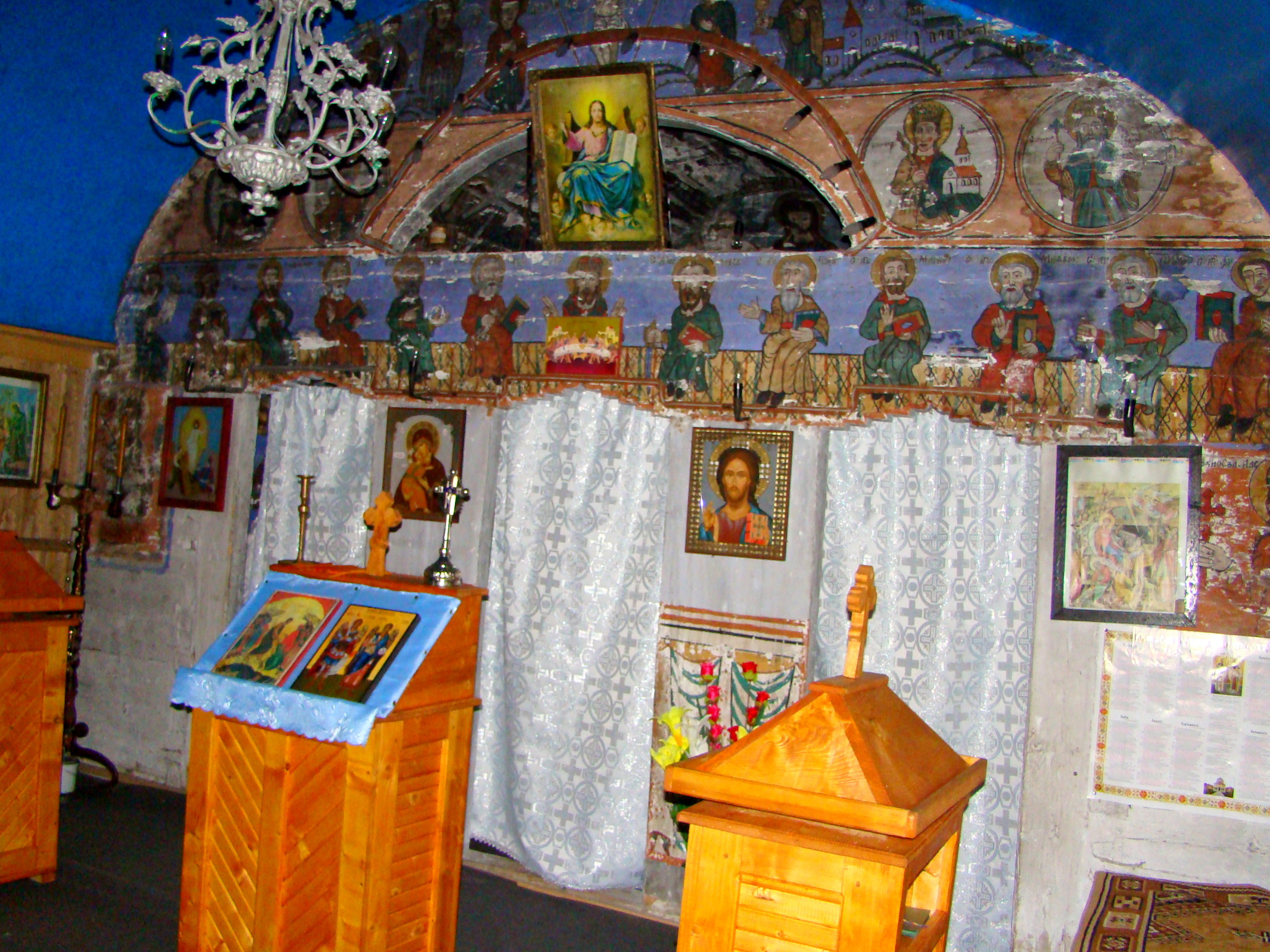
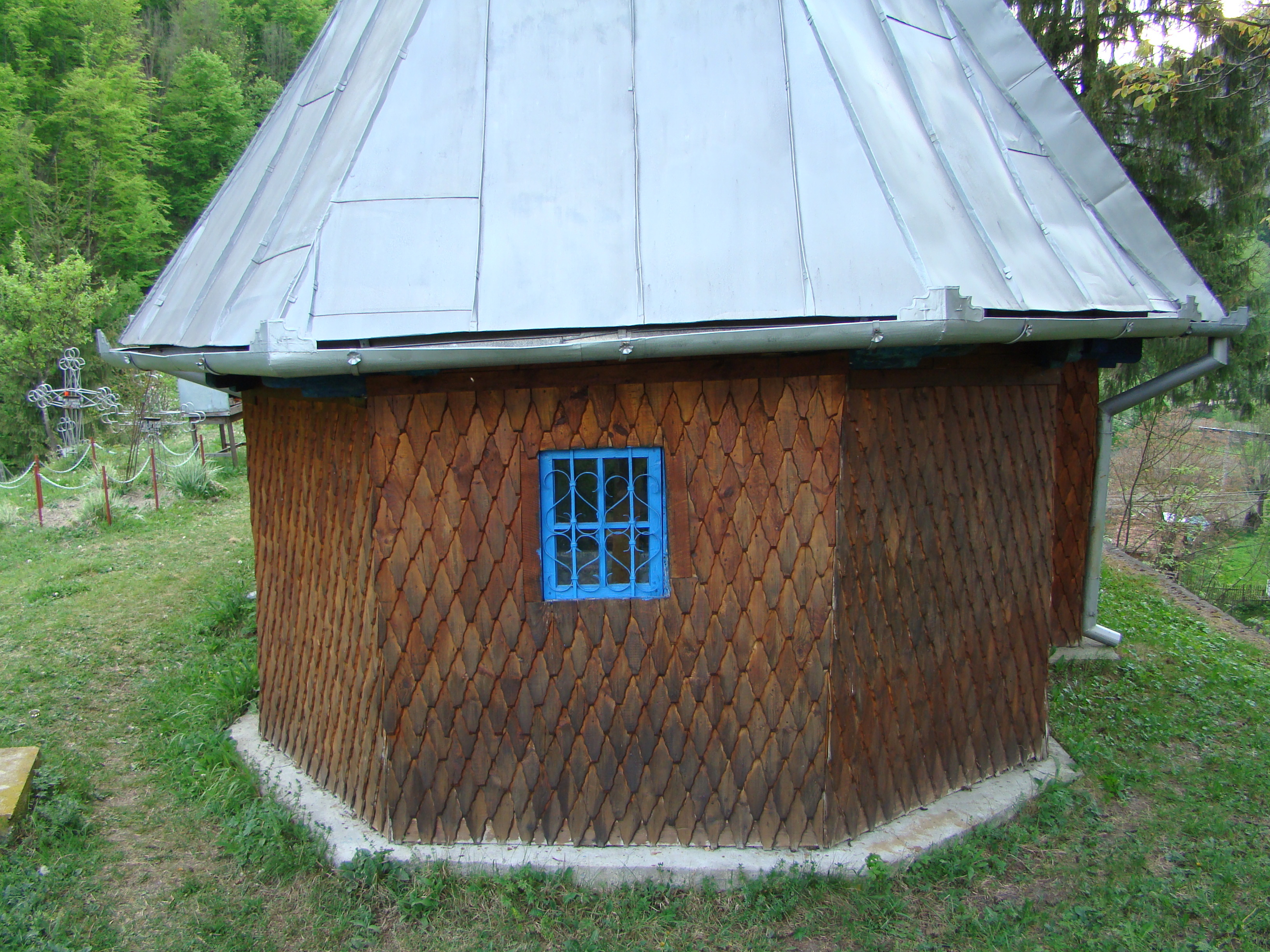
Absida altarului
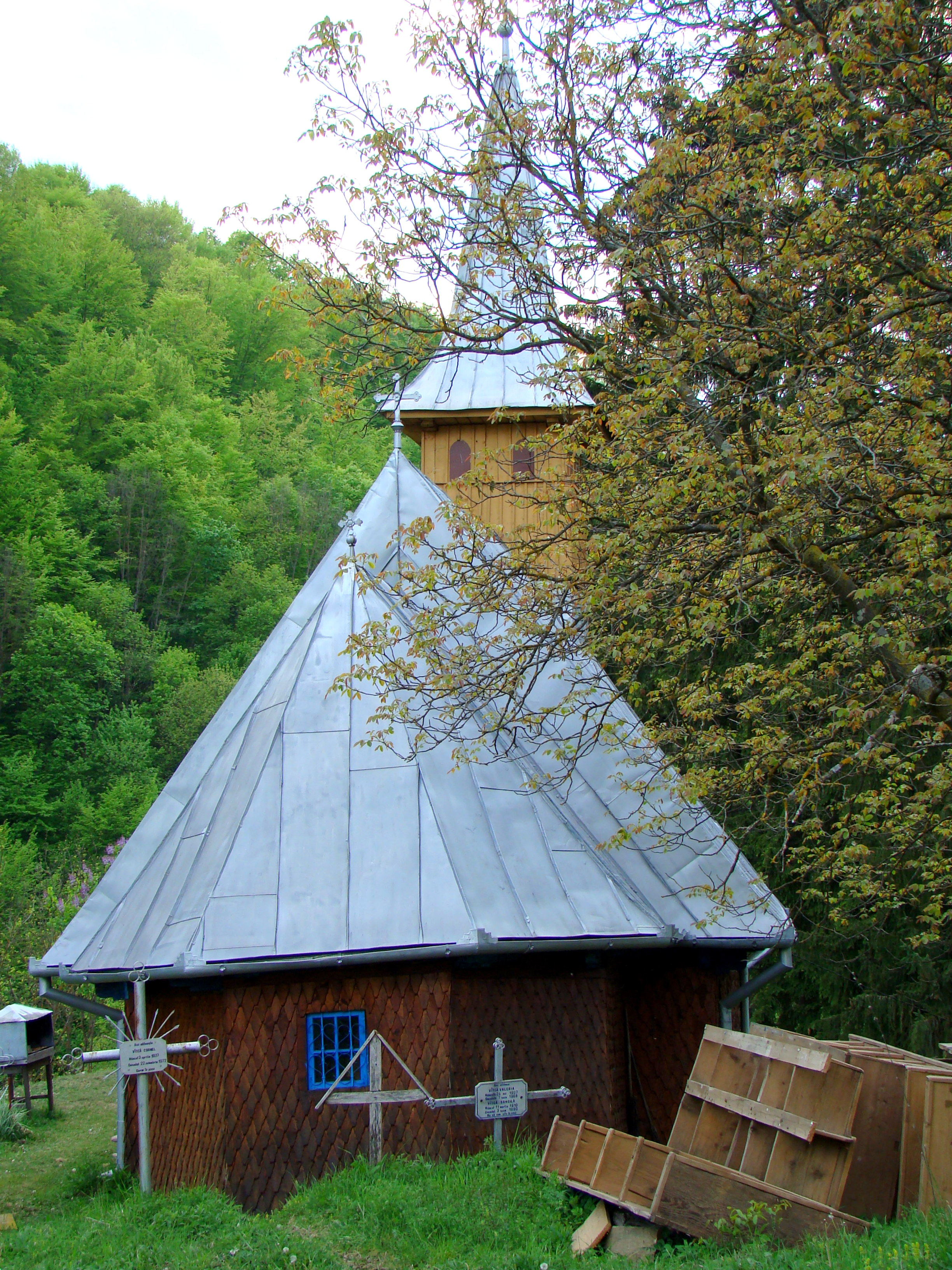
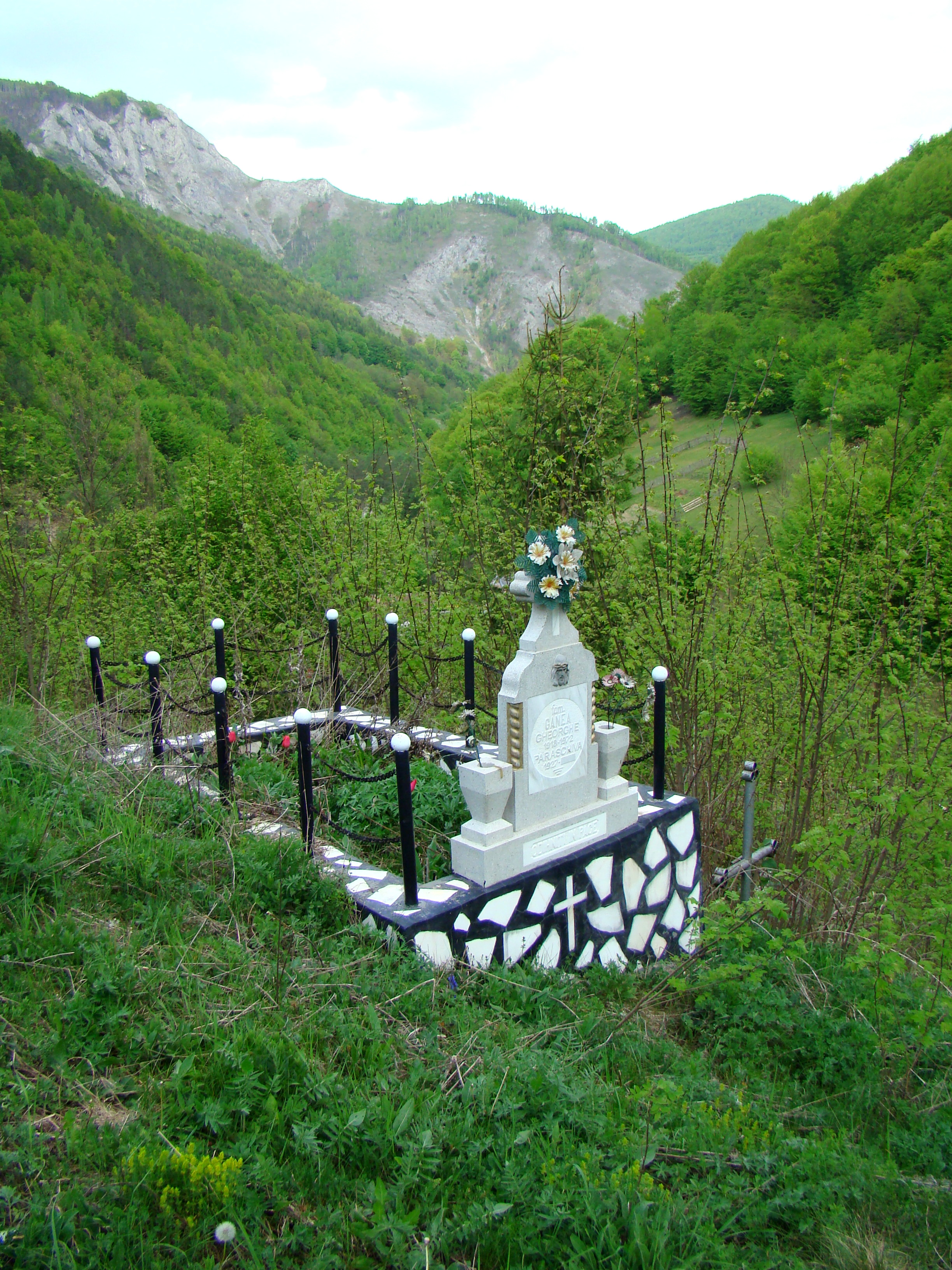
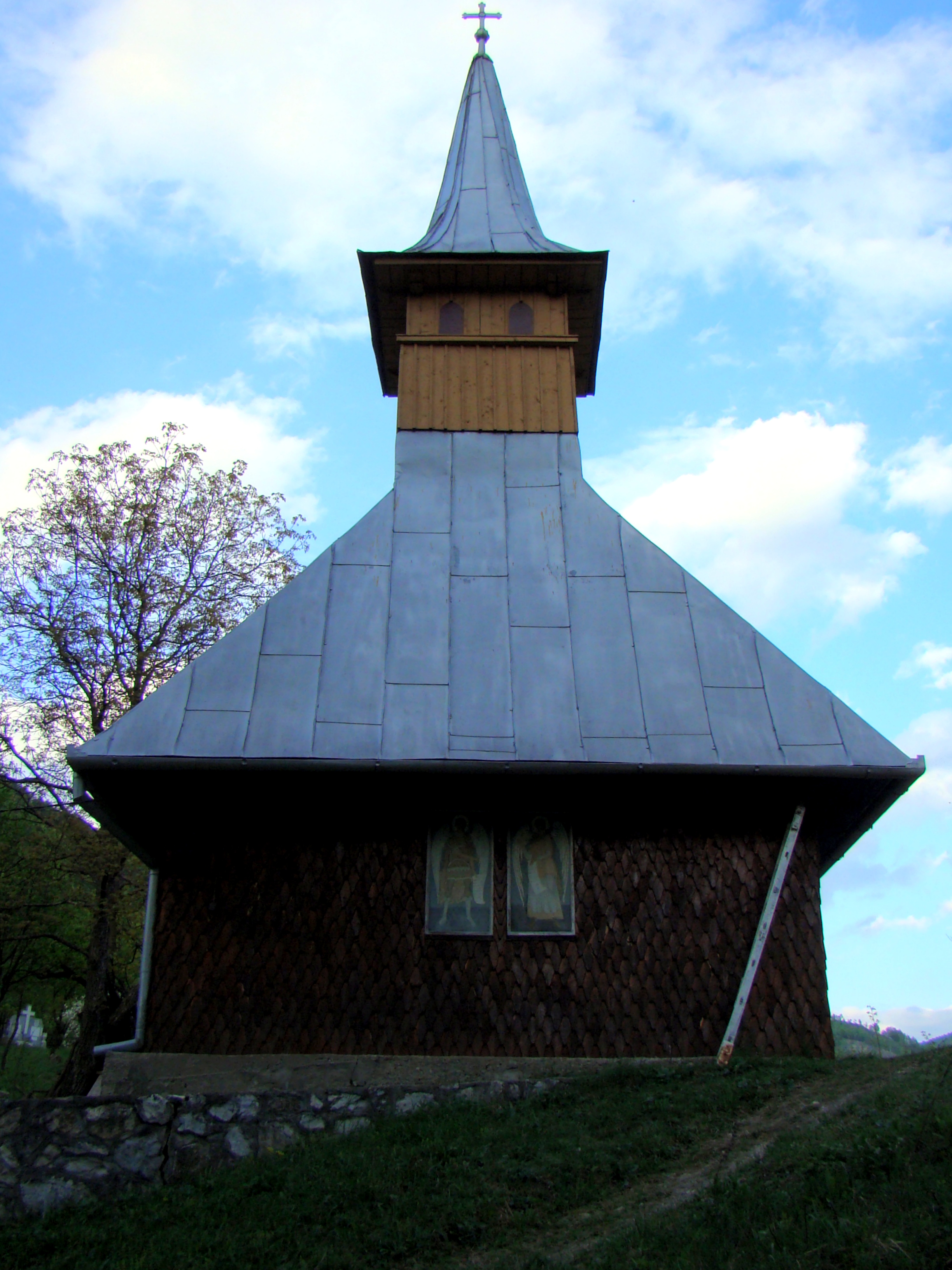
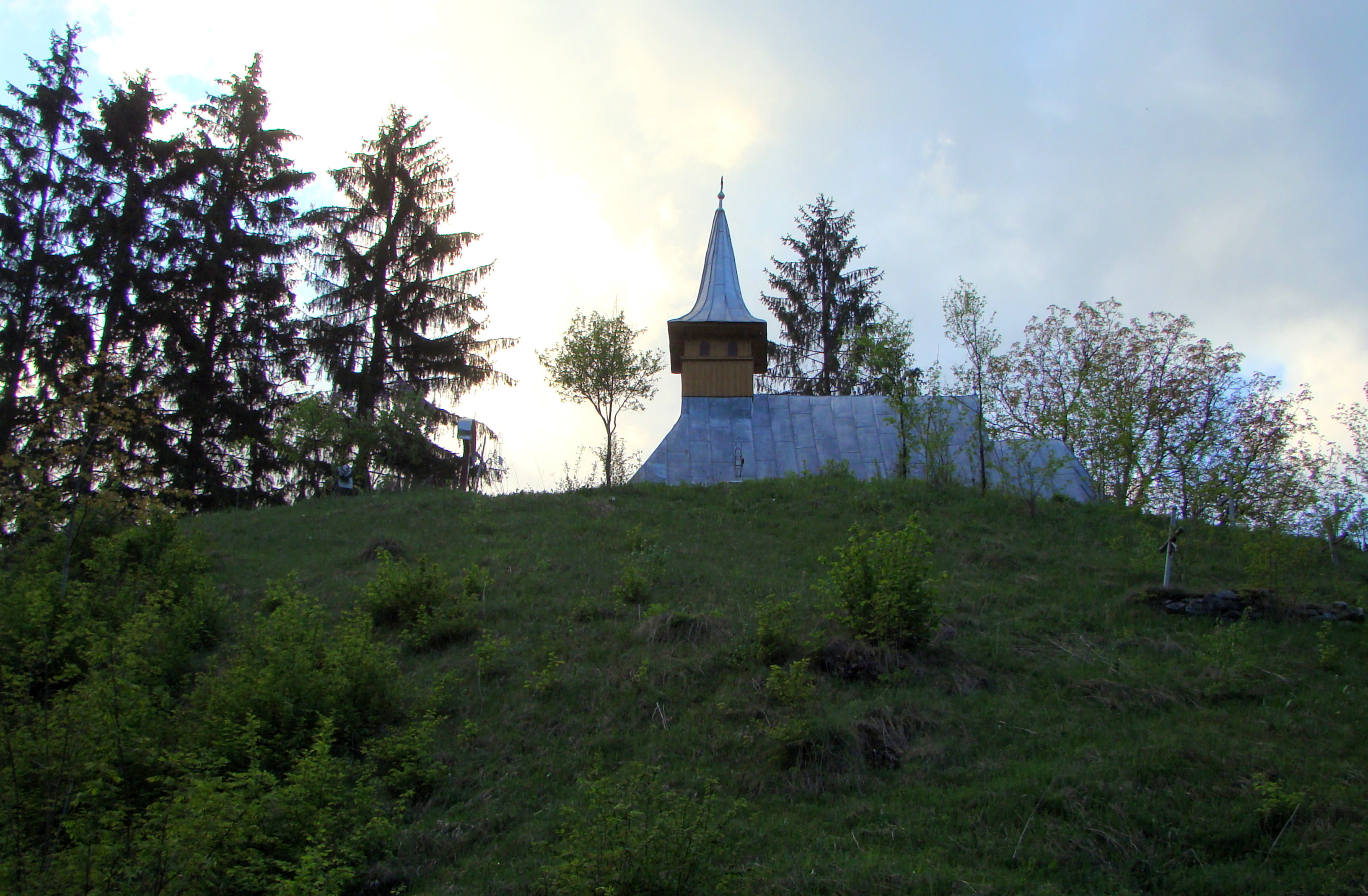
Biserica din vârf de deal
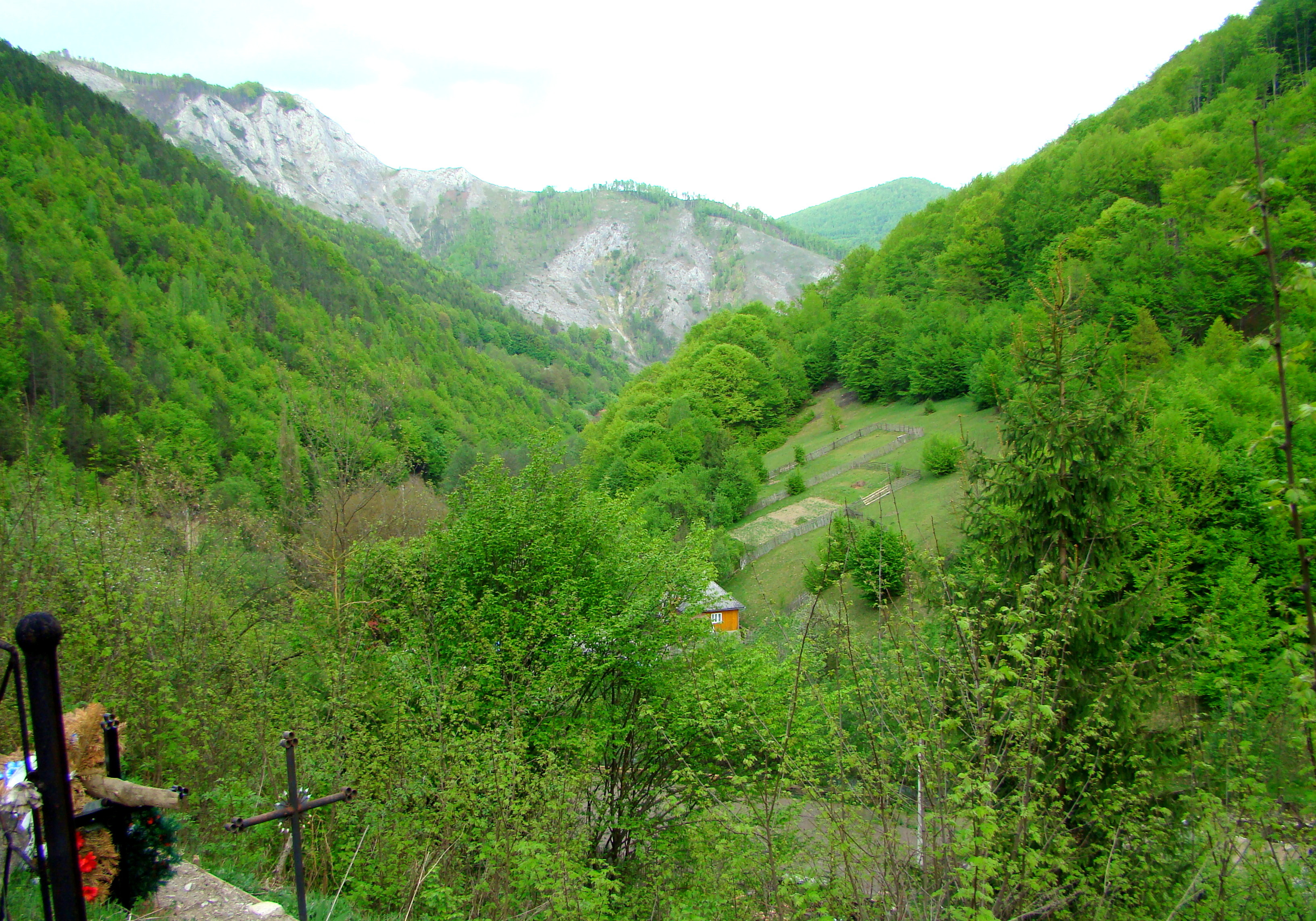
Împrejurimi